# ألفونسو مارتينيز (لاعب تايكوندو)
ألفونسو مارتينيز (بالإنجليزية: Alfonso Martínez)‏ هو لاعب تايكوندو بليزي، ولد في 13 نوفمبر 1982.

## وصلات خارجية
- ألفونسو مارتينيز على موقع أوليمبيديا (الإنجليزية)